# رهیاب اوبرتور
رهیاب اوبرتور (نام علمی: Catuna oberthueri) نام یک گونه از سرده رهیاب‌ها است.